# Karl Kronfuß

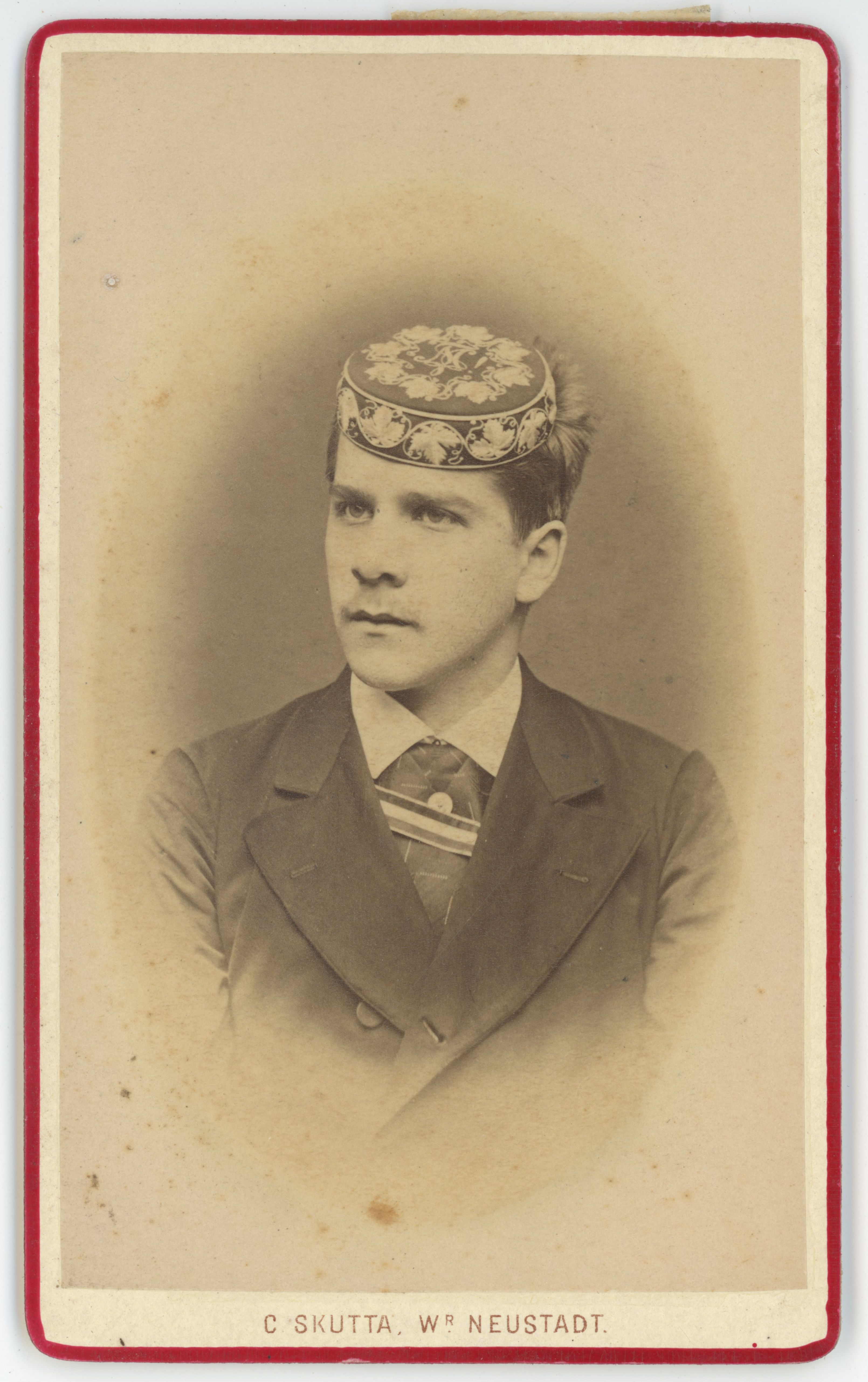
Karl Kronfuß

Karl Kronfuß (* 29. September 1858 in Furth an der Triesting; † 21. Dezember 1923 in Wien) war ein österreichischer Ingenieur und Volksliedsammler.

## Leben
Karl Kronfuß studierte an der Bergakademie Leoben Technik und wurde 1875 Mitglied des Corps Montania. Er wechselte 1876 an die Technische Hochschule Wien und wurde auch im Corps Cimbria aktiv (x,x,x,x,xxx,xx). Nach Abschluss des Studiums wurde er 1881 Beamter (Österreich) beim Hauptmünzamt Wien. Als Direktor wurde er zum Kommerzialrat ernannt. 1922 trat er in den Ruhestand.
Sein besonderes Interesse galt der Erforschung und Pflege des deutschen Volksliedes in Niederösterreich. Von 1905 bis 1923 war er Vorsitzender des Arbeitsausschusses des ministeriellen Volkslied-Unternehmens für die Aufsammlung des Volksliedes in Niederösterreich.

## Ehrungen
- Hofrat
- 1955 wurde nach ihm in Wien-Inzersdorf die Kronfußgasse benannt.

## Werk
- Das deutsche Volkslied, dessen Verbreitung und Pflege in Niederösterreich (Teil 1). In: Das deutsche Volkslied, 15. Jahrgang, 1913.
- Das deutsche Volkslied, dessen Verbreitung und Pflege in Niederösterreich (Teil 1). In: Das deutsche Volkslied, 16. Jahrgang, 1914.
- Der Jodler in den Österreichischen Alpen. Das deutsche Volkslied, 25. Jahrgang, 1923.
- mit Alexander Pöschl und Felix Pöschl: Niederösterreichische Volkslieder und Jodler aus dem Schneeberggebiet, Wien, 1930.